# 非常上訴
非常上訴，是刑事訴訟之特別救濟程式，主要目的為是糾正裁判錯誤、平反冤獄、統一法律見解之適用。原則上是為求被告之利益而設計，必須在刑事確定判決有違反法令情事且判決結果對被告不利，而判決確定的有罪被告可獲得無罪、免刑、免訴等有利之諭知方可提起。

## 歷史
非常上訴源自於法國之「為公益而上訴」（1791年法國憲法第三篇第五章第27條），嗣後在1808年時擴大為一般違背法令的救濟程序（1808年法國刑事訴訟法第441、442條），後來在1959年時移植到刑事訴訟法第620、621條。日本亦仿法國立法例，於1880年頒布的治罪法第435條（明治13年太政官布告第37号）設有「非常上告」。

## 中華民國
中華民國的刑事訴訟法仿自日本法制亦設有非常上訴之制度，目前規定於刑事訴訟法第六編第441條至第448條。

### 對象
非常上訴針對的對象有以下數種：
- 確定判決、裁定
- 訴訟程序

### 要件
- 該案件之裁判已經確定、定讞。
- 該案件之審判違反法令。
- 須由最高檢察署檢察總長向最高法院提起。
- 統一適用法令有關或確定判決不利於被告，且無其他救濟管道。[5][6]

### 判決
非常上訴無理由：
- 應以判決駁回之。原判決效力不受影響。

非常上訴有理由：
- 將原判決違背法令之部分撤銷。原判決無不利於被告者，此撤銷並無現實之效力，僅作為一種糾正的宣示。[7]原判決不利被告者，則應另行判決或發回。
- 訴訟程序違背法令者．撤銷其程序。

### 著名案件
- 蘇建和案
- 徐自強案
- Tama Talum案
- 華定國弒母案
- 大統油品造假事件[8]

## 澳門
澳門刑事訴訟法仿自葡萄牙法制亦設有非常上訴之制度，目前規定於刑事訴訟法典(第48/96/M號法令)第419條至第430條。
直至1996年法典生效之前，在澳門生效的刑事訴訟法例為1929年葡萄牙刑事訴訟法典。 

## 大韓民國
大韓民國的刑事訴訟法仿自日本法制亦設有非常上訴之制度，目前規定於刑事訴訟法第六編第441條至第447條。